# Malagasippus notabilis
Malagasippus notabilis är en insektsart som beskrevs av Marius Descamps och Wintrebert 1966. Malagasippus notabilis ingår i släktet Malagasippus och familjen gräshoppor. Inga underarter finns listade i Catalogue of Life.